# Hinterer Brochkogel
Hinterer Brochkogel ([ˈhɪntəʀɐ ˈbʀɔχˌkoːɡl̩]ⓘ) – szczyt w Alpach Ötztalskich, części Centralnych Alp Wschodnich. Leży w Austrii w kraju związkowym Tyrol. Jest to trzeci co do wysokości szczyt Alp Ötztalskich. Szczyt otaczają trzy lodowce: na północy Taschachferner, na południowym wschodzie Mitterkarferner oraz Hochvernagtferner na południowym zachodzie.
Szczyt można zdobyć drogami ze schronisk: Taschachhaus (2433 m), Vernagthütte (2766 m), Breslauer Hütte (2840 m) lub Braunschweiger Hütte (2759 m). Pierwszego wejścia dokonali Leander Klotz i Albert Wachtler 2 sierpnia 1858 r.